# متحف سراييفو

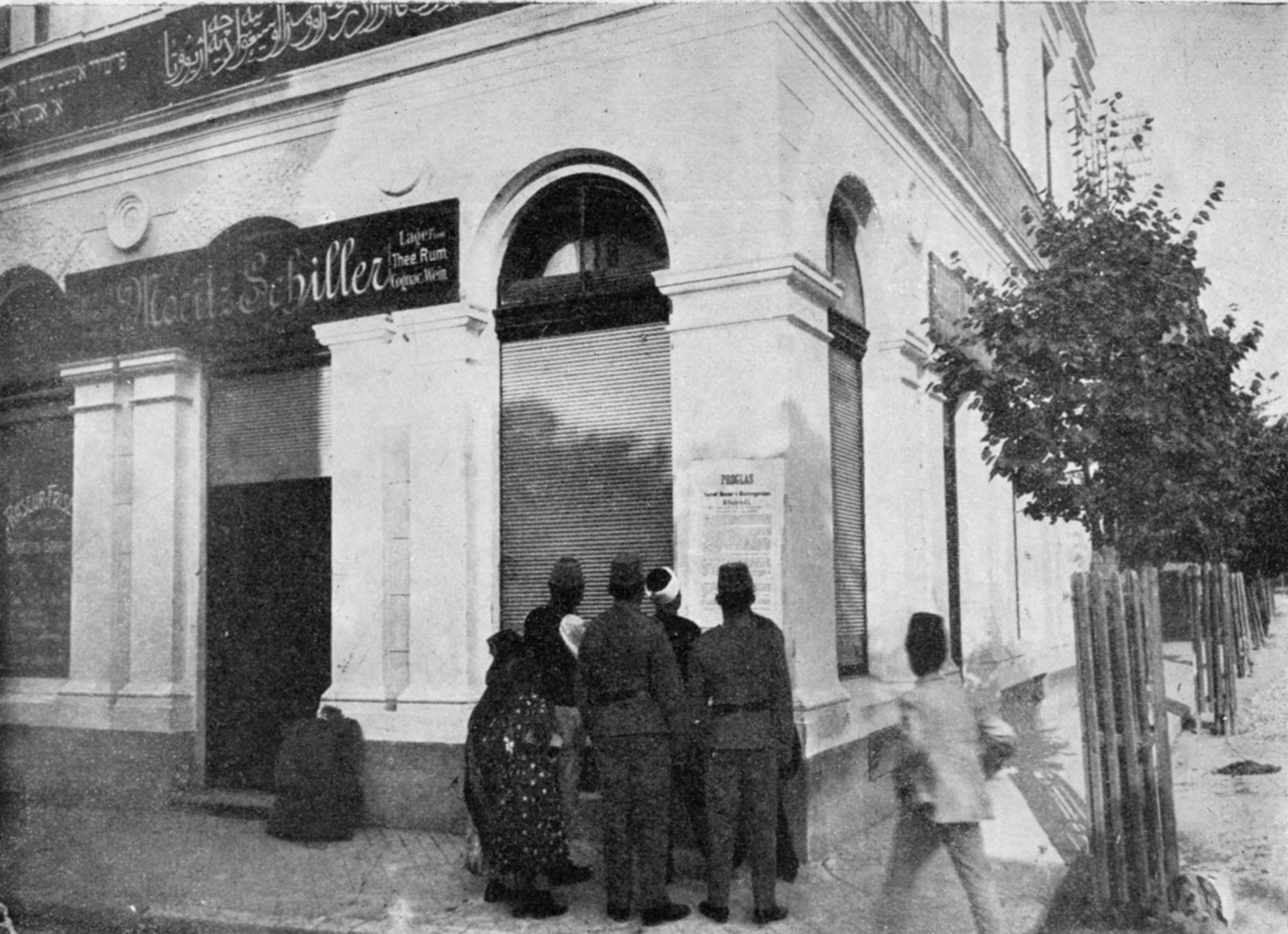
صورة لنفس مبنى المُتحف التُقطت سنة 1908.

متحف سراييفو (بالبوسنوية: Muzej Sarajevo)‏ هُو متحف يقع بالقُرب من الجسر اللاتيني في وسط سراييفو عاصمة البوسنة والهرسك. يحتوي المُتحف على مجموعة من الصور والمحفوظات التي تُؤرخ لفترة الحُكم النمساوي المجري للبوسنة والهرسك ما بين سنتي 1878 و1918.

## روابط خارجية
- موقع متحف سراييفو على الإنترنت